# Birkelane
Birkelane – miasto w Senegalu, w regionie Kaffrine.